# Campionato mondiale di supercross 2010
Nel 2010 il Campionato AMA di supercross giunge alla sua terza stagione con titolazione mondiale. Il campione in carica è lo statunitense James Stewart, e tra gli sfidanti, oltre all'australiano ex campione del mondo Chad Reed, approda dalla 250 l'americano Ryan Dungey.
I due favoriti James Stewart e Chad Reed si infortunano però subito nelle prime gare e sono costretti ad abbandonare la corsa al titolo, che sarà conteso tra Ryan Dungey, Ryan Villopoto e Joshua Hill.

## Stagione

### Gran premi
|    | Stato      | Località       | Pista               | Data        |
| -- | ---------- | -------------- | ------------------- | ----------- |
| 1  | California | Anaheim I      | Angel Stadium       | 9 gennaio   |
| 2  | Arizona    | Phoenix        | Chase Field         | 16 gennaio  |
| 3  | California | Anaheim II     | Angel Stadium       | 23 gennaio  |
| 4  | California | San Francisco  | AT&T Park           | 30 gennaio  |
| 5  | California | San Diego      | Qualcomm Stadium    | 6 febbraio  |
| 6  | California | Anaheim III    | Angel Stadium       | 13 febbraio |
| 7  | Indiana    | Indianapolis   | Lucas Oil Stadium   | 20 febbraio |
| 8  | Georgia    | Atlanta        | Georgia Dome        | 27 febbraio |
| 9  | Florida    | Daytona Beach  | Daytona Speedway    | 6 marzo     |
| 10 | Canada     | Toronto        | Rogers Centre       | 13 marzo    |
| 11 | Texas      | Dallas         | Cowboys Stadium     | 20 marzo    |
| 12 | Florida    | Jacksonville   | Municipal Stadium   | 27 marzo    |
| 13 | Texas      | Houston        | Reliant Stadium     | 10 aprile   |
| 14 | Missouri   | St. Louis      | Edward Jones Dome   | 17 aprile   |
| 15 | Washington | Seattle        | Qwest Field         | 24 aprile   |
| 16 | Utah       | Salt Lake City | Rice-Eccles Stadium | 1º maggio   |
| 17 | Nevada     | Las Vegas      | Sam Boyd Stadium    | 8 maggio    |

### Principali piloti iscritti
| N°  | Pilota             | Team                          | Moto             |
| --- | ------------------ | ----------------------------- | ---------------- |
| 1   | James Stewart      | Yamaha San Manuel L&M         | YZ-F 450 Factory |
| 2   | Ryan Villopoto     | Kawasaki Monster Energy       | KX-F 450 Factory |
| 5   | Ryan Dungey        | Suzuki Rockstar Makita        | RM-Z 450 Factory |
| 8   | Grant Langston     | Yamaha J-Law Racing           | YZ-F 450         |
| 9   | Ivan Tedesco       | Yamaha Valli Motorsports      | YZ-F 450         |
| 14  | Kevin Windham      | Honda Geico Powersports       | CRF 450R         |
| 18  | Davi Millsaps      | Honda Red Bull Racing         | CRF 450R Factory |
| 22  | Chad Reed          | Kawasaki Monster Energy       | KX-F 450 Factory |
| 23  | Justin Brayton     | Yamaha JGR Toyota Muscle Milk | YZ-F 450         |
| 26  | Michael Byrne      | Yamaha JGR Toyota Muscle Milk | YZ-F 450         |
| 27  | Nicholas Wey       | Kawasaki Monster Energy       | KX-F 450 Factory |
| 29  | Andrew Short       | Honda Red Bull Racing         | CRF 450R Factory |
| 33  | Joshua Grant       | Yamaha JGR Toyota Muscle Milk | YZ-F 450         |
| 38  | Trey Canard        | Honda Red Bull Racing         | CRF 450R Factory |
| 75  | Joshua Hill        | Yamaha San Manuel L&M         | YZ-F 450 Factory |
| 112 | Dan Reardon        | Yamaha Motoconcepts           | YZ-F 450         |
| 206 | Gregory Aranda     | Kawasaki Rockstar Bud Racing  | KX-F 450         |
| 338 | Jason Lawrence     | Yamaha J-Law Racing           | YZ-F 450         |
| 876 | Cyrille Coulon     | Kawasaki LE Top               | KX-F 450         |
| 877 | Fabien Izoird      | Kawasaki LE Top               | KX-F 450         |
| 921 | Manuel Rivas Gomez | Kawasaki DK Racing            | KX-F 450         |

### Classifica finale (Top 20)
| Pos | Pilota         | Moto/Team                        | CA | AZ  | CA | CA | CA  | CA | IN | GA  | FL  | CAN | TX | FL | TX | MO  | WA  | UT  | NV | Punti |
| --- | -------------- | -------------------------------- | -- | --- | -- | -- | --- | -- | -- | --- | --- | --- | -- | -- | -- | --- | --- | --- | -- | ----- |
| 1   | Ryan Dungey    | Suzuki Rockstar Makita           | 2  | 1   | 1  | 4  | 6   | 4  | 2  | 1   | 2   | 2   | 1  | 2  | 5  | 1   | 4   | 4   | 1  | 363   |
| 2   | Kevin Windham  | Honda Geico Powersports          | 3  | 6   | 5  | 11 | 16  | 3  | 3  | 14  | 4   | 5   | 7  | 4  | 2  | 2   | 1   | 1   | 3  | 293   |
| 3   | Davi Millsaps  | Honda Red Bull Racing            | 9  | 9   | 8  | 3  | 1   | 5  | 5  | 3   | 5   | 19  | 2  | 6  | 7  | 9   | 5   | 2   | 6  | 268   |
| 4   | Ryan Villopoto | Kawasaki Monster Energy          | 5  | 2   | 7  | 1  | 4   | 1  | 1  | Rit | 1   | 1   | 4  | 1  | 1  | Rit |     |     |    | 266   |
| 5   | Justin Brayton | Yamaha JGR Toyota Muscle Milk    | 8  | 8   | 6  | 6  | 5   | 6  | 4  | 5   | Rit | 9   | 5  | 9  | 9  | 6   | 3   | 7   | 8  | 238   |
| 6   | Joshua Hill    | Yamaha San Manuel L&M            | 6  | 3   | 2  | 2  | 2   | 2  | 9  | 6   | 9   | 6   | 6  | 7  | 10 | 13  | Rit | Rit | 17 | 233   |
| 7   | Nicholas Wey   | Kawasaki Monster Energy          | 12 | 13  | 13 | 8  | 9   | 10 | 8  | 10  | 7   | 7   | 12 | 12 | 11 | 4   | 6   | 9   | 10 | 197   |
| 8   | Thomas Hahn    | Suzuki Rockstar Canidae          | 11 | 10  | 12 | 9  | 7   |    | 16 |     | 6   | 8   | 10 | 8  | 6  | 10  | 2   | 8   | 9  | 186   |
| 9   | Ivan Tedesco   | Yamaha Valli Motorsports         | 7  | 4   | 10 | 7  | 3   | 11 | 11 | 4   | Rit | 4   | 13 | 5  | 3  | 17  |     |     |    | 183   |
| 10  | Kyle Chisholm  | Yamaha Motoconcepts              |    | 12  | 11 | 12 | 10  | 7  | 14 | 12  | 8   | 11  | 8  | 11 | 13 | 8   | 10  | 5   | 7  | 177   |
| 11  | Michael Byrne  | Yamaha JGR Toyota Muscle Milk    | 16 | Rit | 9  | 10 | 14  | 8  | 13 | 7   | 12  | 12  | 11 | 10 | 14 | 7   | 7   | 6   | 11 | 170   |
| 12  | Andrew Short   | Honda Red Bull Racing            | 4  | 5   | 4  | 5  | Rit |    |    |     |     |     |    |    | 8  | 3   | 9   | 3   | 5  | 150   |
| 13  | Chris Blose    | Honda Rockstar Hurt & Huntington |    | 16  | 15 | 16 | 11  | 12 | 6  | 11  | 17  | 13  | 14 | 14 | 19 | 14  | 15  | 10  | 13 | 120   |
| 14  | Trey Canard    | Honda Red Bull Racing            |    |     |    |    |     |    | 20 | 3   | 3   | 3   | 3  |    |    |     |     |     |    | 103   |
| 15  | Jason Thomas   | Suzuki Palmetto BBMX Sports      |    | 14  | 14 | 13 | 18  | 19 | 17 | 15  | 14  | 14  | 16 | 16 | 18 | 16  |     | 16  | 16 | 79    |
| 16  | Matt Boni      | Honda Rockstar Hurt & Huntington |    |     |    |    |     | 20 | 15 | 13  | 13  | 10  | 18 | 13 | 15 | 15  | 11  |     | 12 | 76    |
| 17  | Chad Reed      | Kawasaki Monster Energy          | 19 | 19  |    |    |     |    |    |     |     |     |    |    | 4  | 5   | 8   |     | 2  | 73    |
| 18  | Grant Langston | Yamaha J-Law Racing              | 10 | 18  | 16 |    | 8   | 13 | 7  | 9   | Rit |     |    |    |    |     |     |     |    | 66    |
| 19  | Jason Lawrence | Yamaha J-Law Racing              | 17 |     |    |    |     |    | 10 | 8   |     |     | 9  | 19 | 20 | 12  |     |     |    | 62    |
| 20  | James Stewart  | Yamaha San Manuel L&M            | 1  | 15  | 3  |    |     |    |    |     |     |     |    |    |    |     |     |     |    | 51    |